# Xã Self Creek, Quận Pike, Arkansas
Xã Self Creek (tiếng Anh: Self Creek Township) là một xã thuộc quận Pike, tiểu bang Arkansas, Hoa Kỳ. Năm 2010, dân số của xã này là 685 người.